# Hans von Adam
Hans Ritter von Adam (ur. 24 maja 1886 w Bayerisch Eisenstein w Bawarii, zm. 15 listopada 1917 w okolicach Langemark w Belgii) – as lotnictwa niemieckiego z 21 zwycięstwami w I wojnie światowej.

## Życiorys
Urodzony w Bayerisch Eisenstein, Bawaria. Syn urzędnika kolejowego Andreasa i Hildegardy z domu Fischer. Do wojska wstąpił w 1906 roku jako jednoroczny kadet i służył w 4 pułku piechoty w Metz. Po roku zajął się pracą w Monachium.
W momencie wybuchu I wojny światowej jako podporucznik (żonaty z dwójką dzieci) został zmobilizowany do Landwery do 15 Bawarskiego Rezerwowego Pułku Piechoty. Brał udział w walkach na froncie zachodnim. W okolicach fortyfikacji Nancy – Épinal został ranny 2 września 1914 roku.  Po rekonwalescencji powrócił do służby na początku 1915 roku. Został skierowany na kurs lotniczy i 15 maja 1916 roku otrzymał licencję obserwatora. Rozpoczął służbę jako obserwator asa myśliwskiego Eduarda Ritter von Schleich w FA(A) 2b.
Pierwsze swoje zwycięstwo powietrzne odniósł służąc w Jagdstaffel 34 24 marca 1917 roku na samolocie Albatros D.III. W lipcu 1917 roku został przeniesiony do Jagdstaffel 6. Do 30 sierpnia odniósł 12 zwycięstw powietrznych i po zestrzeleniu ówczesnego dowódcy Jasta 6 Eduarda Ritter von Dostlera Hans Ritter von Adam został mianowany 30 sierpnia 1917 roku dowódcą eskadry.
Po uzyskaniu 21 zwycięstw powietrznych  Hans Ritter von Adam został zestrzelony 15 listopada 1917 roku przez brytyjskiego asa Kennetha Montgomery'ego z 45. eskadry RAF, w okolicach belgijskiej miejscowości Langemark.
Został pochowany na Cmentarzu Leśnym w Monachium.

## Odznaczenia
- Order Wojskowy Maksymiliana Józefa (Bawaria)
- Order Zasługi Wojskowej (Bawaria)
- Królewski Order Rodu Hohenzollernów – 2 lutego 1918, pośmiertnie
- Krzyż Żelazny I Klasy
- Krzyż Żelazny II Klasy